# Night Lovell
Night Lovell (* 29. Mai 1997 als Shermar Paul) ist ein kanadischer Rapper und Leichtathlet aus Ottawa, Ontario.

## Bekanntheit
Seine Bekanntheit erlangte er hauptsächlich durch SoundCloud, aber auch auf YouTube. Zu seinen bekanntesten Songs zählen Dark Light und Still Cold / Pathway Private. Stand September 2024 hat er auf YouTube 980.000 Abonnenten (Juni 2021: 750.000) und auf SoundCloud 437.000 Follower (November 2020: 361.000). Der Track Dark Light aus dem Album Concept Vague von 2014, verhalf Shermar letztendlich zur Bekanntheit im Rap-Genre.

## Stil
Sein Stil geht hauptsächlich in die Richtung Hip-Hop, Cloud Rap, Dark Rap und Trap.

## Diskografie

### Alben
- 2014: Concept Vague (Self-Release)[4]
- 2016: Red Teenage Melody (Self-Release)
- 2019: Goodnight Lovell (SCPP)
- 2021: Just Say You Don’t Care (G59 Records)
- 2023: I Hope You’re Happy (G59 Records)

### Singles und EPs
- 2017: Whoever U Are
- 2017: RIP Trust
- 2017: Jamie’s Sin
- 2018: Joan of Arc
- 2019: Bad Kid
- 2019: Pink Witch / Lesson
- 2019: Fukk Code Red
- 2019: Lethal Presence
- 2020: I Heard You Were Looking for Me
- 2020: Alone
- 2021: Counting Down the List
- 2021: Bottom Top
- 2021: Hot Demon B!tches Near U!!! (mit Corpse, US: Gold)[5]
- 2022: Mr. Make Her Dance
- 2022: Eye Spy

Weitere Lieder mit Auszeichnungen
- 2019: Dark Light (CA: Platin, US: Gold)
- 2014: Deira City Centre (CA: Gold)
- 2016: Still Cold / Pathway Private (CA: Gold)